# Пиреноид

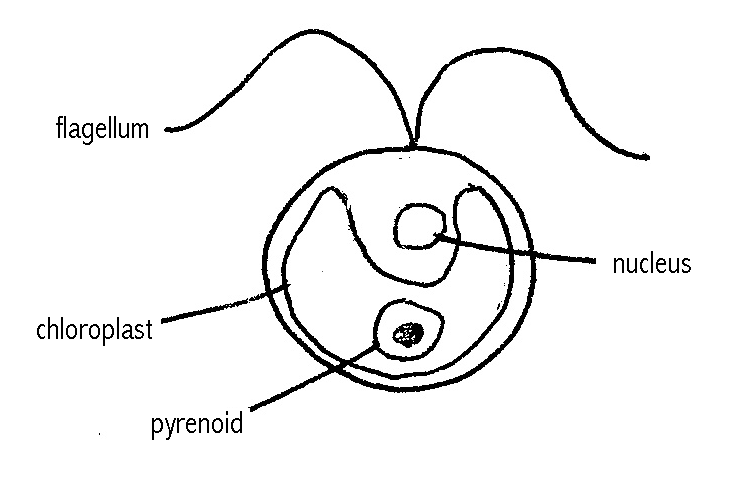
Пиреноид в клетке хламидомонады

Пиреноид — особое включение (дифференцированная область) внутри хлоропласта. Встречаются у некоторых групп эукариотических водорослей и у антоцеротовых мхов. Функционально представляет собой место запасания фермента рибулозобисфосфаткарбоксилаза (рубиско) и/или центр синтеза сахаров при помощи этого фермента. Вокруг пиреноида у зелёных водорослей откладываются запасные продукты (крахмал).
Характеристики пиреноидов (их наличие, расположение, форма, число) служат важными диагностическими признаками для таксономии водорослей.